# Rua Escura
A Rua Escura é um arruamento na freguesia da Sé da cidade do Porto, em Portugal.

## Origem do nome
Não se conhece documentação que justifique a escolha do nome atual do arruamento, documentado pela primeira vez, com esta designação, em 1404. Aventa-se a hipótese de se dever ao caráter sombrio da rua, cujas pequenas casas contrastavam com os vistosos edifícios vizinhos da Sé e da Casa da Câmara.

## História
Correndo junto às parede norte da Muralha Primitiva, o arruamento é documentado pela primeira vez em 1301 como Rua Nova, adotando o nome atual um século mais tarde, como é testemunhado num documento do cabido, datado de 1404, que refere expressamente "Rua Escura que antigamente chamavam Rua Nova". Esta mudança toponímica deverá estar relacionada com a abertura, por iniciativa de D. João I, de uma nova "Rua Nova" (depois Rua Formosa, mais tarde Rua Nova dos Ingleses e hoje Rua do Infante D. Henrique).
A Rua Escura já se encontrava calcetada nos fins da Idade Média e aqui esteve localizado o Recolhimento de Nossa Senhora do Ferro. Por este motivo a artéria foi também designada, na Época Moderna, como "Rua de Nossa Senhora do Ferro". Um documento da Misericórdia, datado de 1743, chama-lhe mesmo "Rua do Ferro". O Recolhimento do Ferro saiu da Rua Escura e mudou-se em 1757 para as Escadas do Codeçal, na zona da Lada.
Sensivelmente em frente do Recolhimento do Ferro ficava o cárcere da Inquisição no Porto, instalada em 1541 por ordem de D. João III, que disso incumbiu o bispo D. Frei Baltasar Limpo. Em carta endereçada ao monarca em 1542, o bispo informa ter já 40 encarcerados. O primeiro (e, até se julga saber, único) auto-de-fé realizado no Porto teve lugar em 11 de fevereiro de 1543, tendo sido queimados quatro condenados.
Na Rua Escura localizava-se também a antiga Casa da Câmara, também conhecida por "Casa dos Vinte e Quatro, assim como a Fonte da Rua Escura ou de São Sebastião. Em 1940, aquando das remodelações urbanas da zona do Terreiro da Sé, a fonte foi transferida para a parte superior do Largo do Dr. Pedro Vitorino, tendo sido reconstruída encostada à base do Terreiro da Sé, voltada ao portal do Seminário Maior do Porto. A fonte está classificada como Imóvel de Interesse Público por decreto de 1938. Também a Capela do Senhor dos Passos, que ainda hoje se ergue na Rua Escura, um pouco a montante da Casa da Câmara, foi também objeto de classificação, como Imóvel de Interesse Público em 1976.